# Adal Station
Adal Station (Adal stasjon) var en jernbanestation på Vestfoldbanen, der lå i Horten kommune i Norge.
Stationen blev åbnet sammen med banen fra Drammen til Larvik 7. december 1881. Oprindeligt hed den Augedal, men den skiftede navn til Adal i april 1894. Den blev nedgraderet til holdeplads 1. september 1960 og til trinbræt 12. juli 1965. Betjeningen med persontog ophørte 3. juni 1973, og 28. maj 1978 blev stationen nedlagt.
Stationsbygningen blev opført efter tegninger af Balthazar Lange. Der var tale om en stationsbygning for mellemstationer af anden klasse ligesom Stoger og Stokke. Bygningen blev revet ned i 1991. Den lå på østsiden af banen, nord for niveauoverskæringen med Fylkesvei 665.